# Provincia di Reggio Calabria
(Luzio D'Orsi, "Terremoti di Calabria")
La provincia di Reggio Calabria (Pruvincia 'i Rrìggiu in dialetto reggino) è stata una provincia della Calabria di 555.836  abitanti, sostituita nel 2017 dalla città metropolitana di Reggio Calabria. Si affacciava ad ovest sul mar Tirreno, a sud e ad est sul mar Ionio, confinava a nord-est con la provincia di Catanzaro e a nord-ovest con la provincia di Vibo Valentia; a sud-ovest distava dalla Sicilia 3,2 km. I confini della provincia di Reggio Calabria ricalcavano, grosso modo, quelli della Calabria Ulteriore Prima, provincia del Regno delle Due Sicilie, mentre i suoi simboli derivavano dallo stemma della provincia di Calabria Ultra, istituita in età normanno-sveva.

## Geografia fisica

### Territorio

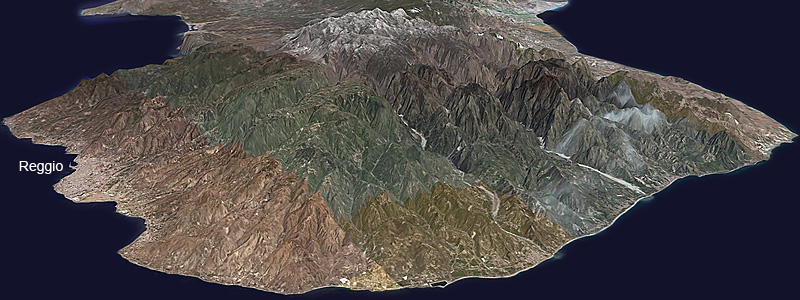
La provincia di Reggio Calabria dal satellite

La provincia, la più a sud della penisola italiana, copriva la punta del cosiddetto stivale, estendendosi dalla costa del mar Tirreno allo Ionio da Rosarno a Punta Stilo per circa 220 km di costa. Il suo territorio era in gran parte interessato dall'orografia del massiccio dell'Aspromonte, interamente compreso nel territorio provinciale. L'unica pianura era "a chjàna" (la Piana di Gioia), a sud sul Tirreno. Il territorio, che al momento della soppressione dell'ente comprendeva il 28% della popolazione calabrese, contava 97 comuni, estendendosi per 3.183 km² e occupando il 21,1% del territorio della Calabria.
Tra il 1998 e il 2010 la provincia operò il decentramento amministrativo istituendo tre circondari:
- Circondario dello Stretto (o circondario di Reggio) che ricopre grossomodo l'Area Metropolitana di Reggio, e che comprendeva la Grande Reggio (area urbana tra Villa San Giovanni e Melito di Porto Salvo fin sull'Aspromonte), la Costa Viola (area costiera compresa tra Cannitello e Palmi), e l'Area Ellenofona Dell'Amendolea e della Bovesia (Bova, Gallicianò, Roccaforte del Greco, Ghorio di Roghudi e Rogudi, dove si parla il greco di Calabria;
- Circondario di Palmi[5], che rientrava nell'Area Metropolitana di Reggio, il cui ambito coincideva con la Piana di Gioia Tauro;
- Circondario di Locri[6], l'area Ionica compresa tra Reggio fino Monasterace e al confine con la Provincia di Catanzaro.

## Comuni
Appartenevano alla provincia di Reggio Calabria i seguenti 97 comuni:
- Africo
- Agnana Calabra
- Anoia
- Antonimina
- Ardore
- Bagaladi
- Bagnara Calabra
- Benestare
- Bianco
- Bivongi
- Bova
- Bova Marina
- Bovalino
- Brancaleone
- Bruzzano Zeffirio
- Calanna
- Camini
- Campo Calabro
- Candidoni
- Canolo
- Caraffa del Bianco
- Cardeto
- Careri
- Casignana
- Caulonia

- Ciminà
- Cinquefrondi
- Cittanova
- Condofuri
- Cosoleto
- Delianuova
- Feroleto della Chiesa
- Ferruzzano
- Fiumara
- Galatro
- Gerace
- Giffone
- Gioia Tauro
- Gioiosa Ionica
- Grotteria
- Laganadi
- Laureana di Borrello
- Locri
- Mammola
- Marina di Gioiosa Ionica
- Maropati
- Martone
- Melicucco
- Melicuccà

- Melito di Porto Salvo
- Molochio
- Monasterace
- Montebello Jonico
- Motta San Giovanni
- Oppido Mamertina
- Palizzi
- Palmi
- Pazzano
- Placanica
- Platì
- Polistena
- Portigliola
- Reggio di Calabria
- Riace
- Rizziconi
- Roccaforte del Greco
- Roccella Ionica
- Roghudi
- Rosarno
- Samo
- San Ferdinando
- San Giorgio Morgeto
- San Giovanni di Gerace

- San Lorenzo
- San Luca
- San Pietro di Caridà
- San Procopio
- San Roberto
- Sant'Agata del Bianco
- Sant'Alessio in Aspromonte
- Sant'Eufemia d'Aspromonte
- Sant'Ilario dello Ionio
- Santa Cristina d'Aspromonte
- Santo Stefano in Aspromonte
- Scido
- Scilla
- Seminara
- Serrata
- Siderno
- Sinopoli
- Staiti
- Stignano
- Stilo
- Taurianova
- Terranova Sappo Minulio
- Varapodio
- Villa San Giovanni

## Storia
La Provincia di Reggio Calabria corrispondeva ai territori dell'antica provincia di Calabria Ulteriore Prima (nota anche come Calabria Ultra Prima o Calabria Reggina), istituita nel 1817 dalla divisione della Calabria Ulteriore in Ulteriore I e Ulteriore II.
La provincia nel corso della sua storia ebbe delle variazioni amministrative:
- Nel 1863 il comune di Castelvetere cambia il nome in Caulonia.
- nel 1863 il comune di Oppido cambia il nome in Oppido Mamertina.
- Nel 1864 il comune di San Giorgio cambia il nome in San Giorgio Morgeto.
- Nel 1905 viene istituito il comune di Gerace Marina (successivamente Locri) staccato dal comune di Gerace.
- Nel 1908 viene istituito il comune di Bova Marina, staccato dal comune di Bova.
- Nel 1927 il comune di Tresilico viene soppresso ed aggregato al comune di Oppido Mamertina.
- Nel 1928 i comuni di Iatrinoli, Radicena, e Terranova Sappo Minulio vengono fusi nella città di Taurianova.
- Nel 1936 viene istituito il comune di Melicucco, staccato dal comune di Polistena.
- Nel 1946 viene istituito il comune di Terranova Sappo Minulio, staccato dal comune di Taurianova.
- Nel 1948 viene istituito il comune di Marina di Gioiosa Jonica, staccato dal comune di Gioiosa Jonica.
- Nel 1978 viene istituito il comune di San Ferdinando, staccato dal comune di Rosarno.

### Cronologia essenziale
| 1817         | viene creata la provincia di Calabria Ulteriore prima o Calabria Reggina con capoluogo Reggio, costituita dai tre distretti di Reggio, Palmi e Gerace |
| 1847         | moti risorgimentali |
| 1860         | vengono istituiti tre circondari in cui è suddivisa la provincia con capoluogo a Reggio, Palmi e Gerace.                                              |
|              | conquista garibaldina |
|              | Regno d'Italia |
| 1908         | terremoto di Reggio e Messina, il più catastrofico della storia d'Italia con 130.000 morti                                                            |
| 1927         | attuata la "Grande Reggio", conurbazione di Reggio con 14 comuni limitrofi                                                                            |
| 1939         | viene costruito l'Aeroporto di Reggio Calabria che serve l'intera provincia                                                                           |
| 1943         | Bombardamenti di Reggio e sbarco degli Alleati |
|              | |
| 1970         | vengono istituiti gli enti regionali e istituito il capoluogo a Catanzaro, cosa che scatena la protesta dei reggini e i Moti di Reggio                |
| 1974         | viene completata l'Autostrada A3 Salerno-Reggio Calabria, considerata la maggiore opera realizzata direttamente dallo Stato                           |
| 1984         | viene terminato il Porto di Gioia Tauro, il più grande scalo commerciale del Mediterraneo                                                             |
| 1989         | viene istituito il Parco nazionale dell'Aspromonte, che sorge interamente nella provincia reggina                                                     |
| 1990         | viene completata la Strada Grande Comunicazione SS 682 Jonio-Tirreno (Gioiosa-Rosarno)                                                                |
| anni novanta | comincia la cosiddetta "Primavera di Reggio" e della sua provincia                                                                                    |
| 2005         | l'Aeroporto di Reggio Calabria viene rimodernato e diventa aeroporto internazionale                                                                   |
| 2009         | Reggio diventa Città metropolitana dello Stato italiano                                                                                               |

### Stemma
(Luzio D'Orsi, descrizione dello stemma della Provincia di Reggio Calabria in "Terremoti di Calabria")
L'antichissimo stemma araldico della Provincia di Reggio Calabria constava di uno scudo partito in campi uguali di oro ed argento: due croci greche nere in campo argento nel mezzo scudo a sinistra, a memoria del valore dei Crociati Calabresi, sotto la guida di Boemondo Duca di Calabria nelle guerre per la liberazione di Gerusalemme: i guerrieri della Croce, dopo adorato il Santo Sepolcro, erano cinti Cavalieri, in ricompensa degli eroici sforzi e degli aiuti prestati nella guerra di Gerusalemme. Da questa cerimonia ebbero poi origine, come è noto, i Cavalieri di Gerusalemme, chiamati poi Cavalieri di Malta, e l'istituzione dei Templari.
I quattro pali perpendicolari vermigli in campo oro nell'altra metà a destra erano le armi aragonesi, poste da don Ferdinando di Aragona, Duca di Calabria. Le croci erano soltanto due perché la Calabria era divisa in due province, e erano entrambe in una sola parte dello scudo per significare che ambedue le province erano sotto il dominio di un solo Signore. I quattro pali, poi, erano uniti nello scudo alle armi di Calabria per mostrare l'unione della Calabria alla dinastia degli Aragonesi. La corona era d'oro con gemme.
Lo stemma condivideva gli stessi elementi di quello della provincia di Catanzaro, anche se disposti diversamente e con la croce greca anziché potenziata, questo in quanto ambedue le odierne province costituivano inizialmente la provincia di Calabria Ulteriore successivamente distinta in Calabria Ulteriore Prima e Calabria Ulteriore Seconda.
Lo stemma, concesso con decreto reale del 1º aprile 1938, di cm 90 x 75 x 8 di spessore con rilievo della corona di cm 16, esposto nel Salone "Mons. Ferro" del Palazzo Provinciale, era scolpito su legno pregiato "pinus cembico" e rifinito in foglia d'oro zecchino 24 carati, foglia d'argento vero 1.000 e colori a tempera anticati. Nello Stemma le perle della corona ducale erano bianche, le bacche d'oro, il nastro tricolore.
Sembra chiaro che la Provincia non facesse uso di uno stemma senza titoli e senza concessione; poiché i titoli erano il premiato valore Calabrese nelle guerre dei Crociati, e la concessione venne fatta da Ferdinando di Aragona, nel secolo decimoquinto, quando gli Aragonesi erano Signori del Reame di Napoli.
(Luzio D'Orsi, descrizione dello stemma della Provincia di Reggio Calabria in "Terremoti di Calabria")

## Società

### Evoluzione demografica
Abitanti censiti
Il grafico riporta l'evoluzione del numero dei residenti nella provincia dal 1861 al 2009.

## Sport
Dalla sesta giornata del campionato di Serie B 2010-2011 la Provincia di Reggio Calabria fu sponsor principale della Reggina Calcio.

### Aree geografiche d'interesse della provincia reggina
- Grande Reggio
- Area metropolitana di Reggio Calabria
- Costa Viola
- Bovesia
- Piana di Gioia
- Locride (Calabria)